# Michael Brennan
Michael Gene Brennan (Toowoomba, 15 oktober 1975) is een hockeyer uit Australië. 
Brennan speelde een aantal jaar in de Nederlandse Hoofdklasse bij Oranje Zwart.
Brennan won met de Australische ploeg de gouden medaille tijdens de Gemenebestspelen in Kuala Lumpur.
Tijdens de Olympische Spelen 2000 in Sydney in eigen land verloor Australië de halve finale op strafballen en won uiteindelijk de troostfinale van Pakistan.
Vier jaar later won Brennan met de Australische ploeg de gouden medaille tijdens de Olympische Spelen 2004 in Athene door in de finale Nederland te verslaan.

## Erelijst
- 1997 -  Champions Trophy in Adelaide
- 1998 - 4e Wereldkampioenschap in Utrecht
- 1998 -  Gemenebestspelen in Kuala Lumpur
- 1999 -  Champions Trophy in Brisbane
- 2000 -  Champions Trophy in Amstelveen
- 2000 –  Olympische Spelen in Sydney
- 2004 –  Olympische Spelen in Athene